# Companhia de Desenvolvimento de Caxias do Sul
A Companhia de Desenvolvimento de Caxias do Sul (CODECA) é uma  sociedade de economia mista, foi fundada nos anos 70, vinculada a Prefeitura Municipal de Caxias do Sul. A empresa atua nas áreas de limpeza urbana (coleta, varrição e capina), pavimentação e obras, num trabalho conjunto com a Secretaria do Meio Ambiente. Sua fundação foi no dia 15 de março de 1975, em uma Assembleia Geral Constituinte, a empresa teve sua autorização para implementação através da lei municipal nº 2192, de 29 de outubro de 1974. O quadro funcional é de aproximadamente 1.112 funcionários ativos.
A Codeca tem sido guardiã dos interesses do contribuinte na cidade, no que se refere à limpeza pública. Referência nacional nessa área. Caxias do Sul é um dos poucos municípios do Brasil que possui controle total no setor de limpeza urbana e destinação dos resíduos. Caxias do Sul é uma cidade limpa, não apenas pelo trabalho da Codeca, mas também pelo empenho de seus cidadãos, que ajudam a manter as ruas com um aspecto agradável de limpeza, impressionando visitantes de todo o Brasil.
A CODECA é administrada por uma direção executiva, com um Diretor-Presidente, um Diretor Administrativo-Financeiro e oito gerentes de áreas. Além disso, a empresa conta com conselhos de Administração e Fiscal.

## CODECA foi a primeira empresa pública do Brasil a receber a certificação ISO 9001
A CODECA foi a primeira empresa pública do Brasil a receber a certificação ISO 9001:2008. O reconhecimento foi conferido no setor de prestação de serviços de limpeza urbana, através de coleta manual e mecanizada de resíduos, capina e varrição de vias e espaços públicos. A entrega da certificação ocorreu em evento no Auditório do Centro Administrativo Municipal em março de 2012. O gerente comercial do Bureau Veritas Certification, Amauri Ávila, entregou o certificado para a direção da Empresa.
A conquista da certificação foi fruto de ações definidas no Planejamento Estratégico de 2010, que ocasionou uma reestruturação de setores e procedimentos para se enquadrar à norma. Foram implantados GPS nos caminhões de coleta de lixo, para acompanhamento da frota em tempo real, também foi feito o mapeamento da cidade, com ampliação da fiscalização a fim de sanar situações conflitantes. Além disso, 80% dos procedimentos internos foram informatizados, entre outros requisitos.
Ávila explicou que a certificação ISO 9001 designa um grupo de normas técnicas que estabelecem um modelo de gestão da qualidade para organizações em geral, qualquer que seja o seu tipo ou dimensão. “Sua implantação contribuiu para o cumprimento das tarefas e gera maior satisfação entre clientes e usuários”. Um dos grandes pilares da ISO 9001 é a melhoria contínua.
A conquista pela Companhia reconheceu um trabalho de qualificação que vem sendo feito constantemente, a implantação da ISO 9001 permitirá a evolução permanente e de qualidade nos serviços prestados pela CODECA para o município de Caxias do Sul.

## Limpeza Urbana
A limpeza urbana da cidade foi iniciada pela empresa em 1979, quando ela assumiu as tarefas de recolhimento de resíduos domiciliares, capina e varrição das ruas. Neste período, Caxias do Sul ainda não contava com a coleta seletiva do lixo.
Caxias do Sul produz cerca de 450 toneladas diárias de lixo doméstico. Esse volume é recolhido pela CODECA, de segunda a sábado, as equipes de coletores estão divididas em quatro turnos, manhã, tarde, noite e madrugada. Os resíduos orgânicos são levados para a Central de Tratamento de Resíduos (CTR), Rincão das Flores, localizado no Distrito de Vila Seca e os resíduos recicláveis são levados para as Associações de Reciclagem.
O trabalho envolve 310 colaboradores ativos e 40 caminhões e é realizado em quatro turnos de seis horas cada.
A coleta de resíduos orgânicos e seletivos em Caxias do Sul abrange 100% do município, com apoio da Administração Municipal.
Em seu site, é informado os dias e horários das coletas em cada bairro. Nos bairros onde o serviço é mecanizado, a coleta é diária.

## Lixo Orgânico
O recolhimento do lixo orgânico, que soma cerca de 360 toneladas diárias, é realizado em todos os bairros, loteamentos e distritos do município. No centro e nos bairros próximos, a coleta é diária, e nos demais bairros, ocorre três vezes por semana. No interior, o lixo é recolhido uma ou duas vezes por semana.
Na área central, a coleta é mecanizada. Desde agosto de 2007, o Centro e bairros adjacentes contam com contêineres verdes, que substituíram as lixeiras.
O resíduo orgânico é destinado à Central de Tratamento de Resíduos (CTR) Rincão das Flores, localizado no Distrito de Vila Seca.

## Estação de Transbordo
Em 1991 foi criado aterro sanitário denominado São Giácomo, no município de Caxias do Sul, com a mudança de categoria o São Giácomo, passou de vazador para aterro.
A Estação de Transbordo, está localizada junto ao Aterro Sanitário de São Giácomo, é gerenciado e operado pela CODECA e conta com 25 colaboradores. Na Estação de Transbordo a Companhia faz a transferência dos resíduos coletados pelos caminhões compactadores para os equipamentos de grande porte (carretas com capacidade de 66 m²), que realizam o transporte até a Central de Tratamento de Resíduos (CTR) Rincão das Flores. São 14 colaboradores que trabalham no transporte dos resíduos.
O Aterro Sanitário de São Giácomo está encerrado desde 2010. Atualmente são realizados apenas serviços de monitoramento, manutenção, conservação e tratamento de gases e efluentes líquidos.

## Aterro Sanitário: Central de Tratamento de Resíduos (CTR) Rincão das Flores
A Prefeitura de Caxias do Sul inaugurou em abril de 2010 o novo aterro sanitário, construído na localidade de Rincão das Flores, no distrito de Vila Seca. A Secretaria Municipal de Meio Ambiente Caxias do Sul (SEMMA) recebeu da Fundação Estadual de Proteção Ambiental (Fepam) a Licença de Operação (LO) no dia 22 de abril. Em seguida, iniciaram as operações.
Atualmente, a CTR encontra-se em plena operação e representa um avanço muito grande para o Município de Caxias do Sul em relação a outras cidades do Estado e do País. O novo aterro, projetado em sintonia com as mais modernas tecnologias, é gerenciado e operado pela CODECA. O projeto prevê futuramente produção de energia através do aproveitamento dos resíduos.
Localizado numa área de 275 hectares, a CTR foi preparada para garantir proteção ambiental de acordo com as exigências dos órgãos licenciadores. Para evitar a contaminação do solo, a área é preparada camadas de argila compactada e membranas de polietileno de alta densidade (PEAD), que garantem a preservação do solo e do meio ambiente. Todo o chorume (líquido resultante da decomposição do lixo) é canalizado, tratado e descontaminado, passando por 3 etapas de tratamento: lagoas facultativas, biológico e físico-químico, resultando em água descontaminada. Esta água é utilizada para irrigação da área do CTR, através de um sistema de asperssores. A destinação final dos gases gerados pelo aterro é a queima. 
Já foram executadas 4 células de disposição de resíduos, atualmente está em preparação a 5ª célula com uma área de 27,5 mil m². Trata-se de uma área impermeabilizada que poderá receber resíduos pelos próximos 3 anos e entrará em operação no início de outubro de 2016.
A CTR foi preparada para garantir proteção ambiental conforme as exigências dos órgãos licenciadores e este tipo de tratamento é inédito no Brasil. 

## Coleta Seletiva
Em 1991, Caxias inicia a coleta seletiva, com o bairro Santa Catarina.
O recolhimento de materiais recicláveis ocorre em toda a área urbana e rural de Caxias do Sul. A coleta seletiva começou no município em 1991, como experiência em apenas um bairro da cidade. A partir de agosto de 1997 foi sendo ampliada. Atualmente, o recolhimento é realizado duas vezes por semana em todos os bairros e loteamentos da cidade. Na área conteinerizada, a coleta é diária.
Diariamente, cerca de 90 toneladas de resíduos seletivos são coletados em Caxias do Sul, que são destinados às 13 Associações de recicladores conveniados com o município. Esses resíduos são fundamentais para promover a geração de emprego, renda e inclusão social para os recicladores que tiram seu sustento do material seletivo. Eles realizam a separação dos resíduos seletivos, prensam e vendem o material para a indústria. Mas para isso é fundamental que a população faça a separação correta do lixo.

## Associações de Reciclagem
Os resíduos seletivos recolhidos pela CODECA são entregues às Associações de Recicladores conveniadas com o município de Caxias do Sul, por determinação da Secretaria Municipal de Meio Ambiente Caxias do Sul (SEMMA) e estão localizadas em vários bairros da cidade. São elas que realizam a triagem dos resíduos seletivos, como: metal, papel, vidro e plástico, depois este material é separado, classificado e pesado para ser vendido à indústria, que reaproveitam os resíduos como matéria-prima para a fabricação de novos produtos. A reciclagem é o elo entre o consumidor e a indústria.
O processo que resultou na criação de cooperativas de reciclagens começou em 1997. Com uma estrutura montada na CODECA, um grupo realizava a separação do material coletado no município. Anos depois, esse trabalho passou a ser feito por associações conveniadas à Prefeitura de Caxias do Sul. Foram criadas várias associações de recicladores, que recebem apoio da Secretaria Municipal de Meio Ambiente Caxias do Sul (SEMMA) e da Fundação de Assistência Social (FAS).
As Associações de Recicladores contam com cerca de 360 associados que beneficiam indiretamente 1.200 pessoas e a distribuição da renda varia de uma cooperativa para outra, e todos os valores arrecadados mensalmente, dependem do volume de negócios realizados e ficam com as próprias associações e seus associados.
A separação correta dos resíduos recicláveis é fundamental, pois muitas famílias dependem desse material para sobreviver, sendo fonte de riqueza e sustento. Separar adequadamente os resíduos é uma prática de responsabilidade social que fomenta na construção e no fortalecimento de vínculos de negócios sustentáveis entre as empresas, consumidores e fornecedores dos resíduos recicláveis. É através desse comércio mais justo e ambientalmente mais adequado que ocorre a geração de emprego, renda e inclusão social, permitindo ampliar a qualidade de vida da população.

## Coleta Mecanizada

### Primeira Fase (Agosto De 2007)
O sistema de coleta mecanizada de resíduo orgânico e seletivo foi implantado pela CODECA no dia 3 de agosto de 2007. Foram disponibilizados nas ruas centrais 500 contêineres verdes para lixo orgânico e 500 amarelos para os resíduos seletivos. A aprovação da população foi grande: 83,2% elogiaram a mudança, segundo a enquete publicada na imprensa no dia 10 de agosto (uma semana após o início do processo). As primeiras ruas que receberam os equipamentos foram Duque de Caxias, Moreira César, Ernesto Alves e Vinte de Setembro. O sistema se consolidou e gerou aumento de mais de 100% no volume de resíduos seletivos coletados na região central.
Para mudar a coleta, a CODECA realizou um amplo estudo sobre o novo sistema, até então implantado por cidades como Roma (Itália), Barcelona (Espanha), Edimburgo (Escócia), Paris (França), Antuérpia (Bélgica), Santiago, Viña Del Mar (Chile), Montevidéu (Uruguai) e Caracas (Venezuela). Após a decisão de que a inovação era viável, colaboradores da empresa passaram semanas definindo a área e a colocação exata de cada um dos 502 contêineres.
Na primeira fase, foram colocados contêineres em 270 quadras do quadrilátero central, e também nas ruas Moreira César e Duque de Caxias. A área escolhida conta com cerca de 80 mil moradores, fora a população flutuante (pessoas que trabalham ou se deslocam ao Centro), de até 250 mil pessoas, abrangendo 16% da população do município. Alguns ajustes, como o ponto exato dos contêineres, foram realizados nos meses seguintes à implantação do sistema.

### Segunda Fase (Abril De 2008)
Ao todo, mais 800 contêineres – 400 verdes, para lixo orgânico, e 400 amarelos, para os resíduos recicláveis – foram instalados em 184 ruas, que abrangeram 336 quadras, em bairros adjacentes à área central já contemplada com o sistema. Alguns pontos específicos da área já conteinerizada também ganharam um acréscimo de mais de 30 contêineres verdes para melhor atender à demanda.
Nesta ampliação, mais de 400 contêineres foram posicionados em ruas dos bairros Marechal Floriano, Pio X, Lourdes, Rio Branco, Panazzolo, Cruzeiro, Sagrada Família, Medianeira, Jardelino Ramos e Cristo Redentor. A ampliação da coleta mecanizada de resíduos orgânicos e seletivos, com um custo mensal de 62 mil reais, gerou a necessidade de uma reestruturação da logística da coleta, com o aumento do número de roteiros para oito, sendo sete intercalados e um diário.
Caxias do Sul passou a contar com cerca de mil contêineres para lixo orgânico e mil para os resíduos seletivos, abrangendo mais 28% da população do nosso município.
A implantação da coleta mecanizada do lixo orgânico custava, mensalmente, 167 mil reais para a CODECA - 105 mil reais referentes à primeira fase e 62 mil reais à segunda etapa. O valor se refere ao aluguel dos contêineres e dos quatro caminhões (três de coleta e um para a lavagem dos contêineres). Com a inovação, os caminhões manuais e os coletores que operavam na área central foram reaproveitados para melhorar o recolhimento de lixo nos outros bairros.

### Terceira Fase (Maio De 2010)
Uma terceira etapa de expansão aconteceu em maio de 2010, foram mais 400 contêineres para o descarte do lixo orgânico e mais 400 para os resíduos seletivos. Atualmente existem 2,8 mil contêineres instalados (1,4 mil verdes/lixo orgânico e 1,4 mil amarelos/ resíduo seletivo). O sistema abrange cerca de 900 quadras na área central e diversos bairros adjacentes e 33% da população de Caxias do Sul. Neste ano, acaba o sistema de contêineres alugados e passam a ser patrimônio público, ou seja, foram comprados pela Administração Pública. 

### Quarta Fase (Setembro De 2012)
A partir da implantação desta fase de conteinerização, a cidade passa a contar com cerca de 2 mil pares de contêineres para lixo orgânico e seletivo. No total, são mais de 1.340 quadras contempladas, alcançando uma população de 205 mil pessoas, representando 45% da população.
A quarta fase está contemplando mais dez bairros com coleta mecanizada, são eles: Panazzolo, Bela Vista, Cruzeiro, Sagrada Família, Jardim América, 1° de Maio/Jardelino Ramos, Universitário/Madureira, São Leopoldo, Colina Sorriso e Parte do Jardim Itália.
A coleta mecanizada de lixo trouxe uma série de benefícios à população, com o sistema, a cidade ficou mais limpa, reduzindo problemas com lixo espalhado nas ruas e com alagamentos na cidade, provocados pelo entupimento de bueiros e bocas de lobo, mau cheiro e evita a ação de animais e proliferação de insetos.

## Capinas
A CODECA realiza o serviço de capina em toda a área urbana de Caxias do Sul. O trabalho engloba a capina, roçada, varrição manual e mecanizada através de mini carregadeira com vassoura, recolhimento dos resíduos oriundos dos serviços e pintura do meio-fio em ruas, parques, praças, escolas municipais, creches, Unidades Básicas de Saúde (UBS’s) e unidades da Fundação de Assistência Social (FAS).
O setor da Capina conta com cerca de 165 colaboradores ativos, divididos em 14 equipes. Equipes estas que são responsáveis pelo Centro, pelos bairros e equipes que realizam limpeza de parques, praças, escolas e unidades da Prefeitura. A companhia também disponibiliza no site, os dias e bairros em que deve ser realizada a capina nas vias públicas.
Além disso, a CODECA conta uma equipe da SUSEPE. O programa busca contribuir com a recuperação do cidadão e beneficia cerca de 15 pessoas.

## Varrição
Formada por 103 colaboradores ativos na Varrição é responsável por deixar a área central de Caxias do Sul limpa. De segunda-feira à sábado, o Centro e áreas vizinhas, a varrição diária nas áreas centrais, recebem uma atenção especial por parte da CODECA. A varrição, que tem objetivo deixar a cidade com um visual agradável, é realizada em avenidas e locais públicos. Trabalho alternado em alguns bairros.

## Projetos de Conscientização
A equipe de Educação Ambiental da CODECA tem como objetivo conscientizar a comunidade para a prática de atitudes de responsabilidade sócioambiental e avançar em direção ao desenvolvimento local sustentável. A comunidade tem a oportunidade de aprender, na prática, como é feito o descarte correto dos resíduos orgânicos e seletivos. São enfatizados os cuidados com a preservação do meio ambiente, quando do descarte dos resíduos sólidos urbanos (orgânico e seletivo). Os resíduos orgânicos são encaminhados para o aterro sanitário do município - CTR Rincão das Flores e os resíduos seletivos são entregues nas associações de recicladores conveniadas com o município.
Em prol da conscientização da população, a equipe de educação ambiental da CODECA disponibiliza a comunidade os projetos ambientais, Roteiro Caminhos do Lixo e palestras em entidades, empresas privadas e escolas. Além disso a Companhia disponibiliza o jogo denominado Sustentabrincabilidade, que remete à separação correta dos resíduos. Este é um jogo pedagógico e educativo que orienta as crianças sobre a importância para atitudes ambientalmente corretas.
É através de projetos de conscientização que a comunidade vai conseguir se sensibilizar para a preservação do ecossistema através de atitudes ambientalmente corretas e que é possível criar soluções ecoeficientes que permitam ampliar a qualidade de vida da população.

## Caminhos do lixo
A CODECA através de sua equipe de Educação Ambiental realiza o Roteiro Caminhos do Lixo, no qual os visitantes têm a oportunidade de conhecer a estrutura da Companhia, os serviços prestados à população e o processo de destinação final dos resíduos em nosso município. O roteiro compreende visitação a sede da empresa, ao aterro sanitário São Giácomo (já desativado) e visita à uma associação de recicladores que realiza a triagem dos resíduos seletivos e os prepara para a comercialização.
O principal objetivo do roteiro é conscientizar a população para a importância da separação correta dos resíduos orgânicos e seletivos, e da geração de emprego e renda, com as associações de reciclagem.
O passeio é aberto às escolas, empresas e comunidade em geral, para grupos de até 40 pessoas. Os participantes são responsáveis pelo transporte, cabendo à CODECA a disponibilização de um guia para o acompanhamento e tem duração de duas horas, pode ser realizado nos turnos da manhã ou tarde.
Os participantes devem se dirigir até a sede da empresa, localizada na RSC-453, nº 31.382, na Rota do Sol, bairro Centenário, em Caxias do Sul.
Para agendar o passeio, os interessados devem entrar em contato com o Departamento de Comunicação, pelo telefone (54) 3224-9300 ou pelo e-mail: comunicacao@codeca.com.br 

## Ecoponto
A CODECA possui em sua sede o Ecoponto, um projeto inovador da Companhia e da Prefeitura Municipal, que foi implantado em 2012 e tem como objetivo receber e dar o destino ambientalmente correto aos objetos pós-consumo. O sistema se baseia na entrega voluntária, ou seja, as pessoas devem levar os objetos até o Ecoponto, no local o cidadão terá a oportunidade de descartar e a de retirar objetos que estiverem em condições de uso ou com possibilidade de recuperação. A comunidade poderá entregar: sofás, armários, cadeiras, camas, colchões, eletroeletrônicos, eletrodomésticos, equipamentos de informática, som e telefonia usados.
Muitas vezes esses móveis, eletroeletrônicos e equipamentos de telefonia eram abandonados nas ruas, calçadas e terrenos baldios da cidade, danificando os objetos e poluindo o meio ambiente. Através da criação do Ecoponto, é possível destinar o que ainda pode ser reutilizado para outras famílias. Assim, todos saem ganhando com essa iniciativa ambientalmente correta.
A realização do projeto de campanha de recolhimento de equipamentos eletrônicos de informática, som, vídeo, imagem e telefonia pós-consumo, a AMBE Gerenciamento de Resíduos Tecnológicos, empresa que faz o recolhimento, transporte, descaracterização e destinação dos objetos coletados.
O Ecoponto está localizado na sede da CODECA, na Rota do Sol, na RSC 453, n° 31.382, no bairro Centenário.
O horário de funcionamento é de segunda a sábado, das 6h30min às 18h30min.

## Óleo de Cozinha
Outro serviço diferenciado prestado pela empresa é em relação à reciclagem do óleo de cozinha. O projeto denominado "Óleo CODECA", implantado em 2007, busca dar incentivo para que a população destine corretamente o óleo usado na cozinha. Desta forma, o produto ainda pode ser utilizado para a fabricação de biocombustível ou de materiais de limpeza.
O óleo de cozinha descartado no meio ambiente é altamente poluente. Se derramado na pia, além de danificar as instalações hidráulicas e provocar entupimento, cada litro é suficiente para poluir até um milhão de litros de água. O prejuízo não para por aí: jogado na natureza, o óleo utilizado em frituras pela dona de casa provoca a morte de peixes e desequilibra o ecossistema. Para descontaminar a água, o custo é alto, cerca de 20% do tratamento, além de causar danos no sistema de escoamento do esgoto.
O processo para reutilização do óleo de cozinha é simples: ao invés de jogar o produto no ralo da pia, no vaso sanitário ou na rede de esgoto, a população deve colocá-lo em uma garrafa PET e depositá-lo junto ao lixo seletivo. O óleo é recolhido pela CODECA, na coleta seletiva, e entregue às associações de reciclagem conveniadas com a Prefeitura de Caxias do Sul, que separa o óleo em tonéis e o revende  para a empresa, que posteriormente é destinado para transformação em biodiesel. É importante que a comunidade se conscientize para o descarte correto do óleo de cozinha usado para a preservação do meio ambiente e para a geração de emprego e renda, com o seu reaproveitamento.
Lançado em 2008, o projeto encontrou ótimo respaldo junto à comunidade e nos grandes geradores, tais como, restaurantes, bares, lancherias e cozinhas industriais de Caxias do Sul. O objetivo é sensibilizar, cada vez mais, as pessoas, através de material de informativo, para que descartem corretamente o óleo de cozinha usado. O projeto Reciclar na Escola, também incentiva esta prática junto aos 40 mil alunos da rede pública municipal, que levam a ideia aos pais, com o objetivo de aumentar o recolhimento do óleo de cozinha usado.

## Projeto Troca Solidária
O Troca Solidária é uma inciativa da Prefeitura desenvolvida pela CODECA em parceria com a Secretaria da Agricultura, Pecuária e Abastecimento (SMAPA) e a Fundação de Assistência Social (FAS), O programa foi implantado em 20 de junho de 2009 e já beneficiou mais de 114 mil famílias. Há sete anos, o Troca Solidária garante que pessoas possam trocar 4 kg de resíduo seletivo por 1kg de alimento, a ação, além de ajudar a cuidar da limpeza da cidade, é oferecido um complemento alimentar de qualidade. O caminhão do Troca Solidária visita oito regiões a cada semana, sempre aos sábados, e atende 16 regiões, abrangendo 33 bairros.
De acordo com o Diretor-Presidente da CODECA, "Nesses sete anos o Troca Solidária tem recebido a aprovação total da comunidade, bem como de vários segmentos em âmbito regional e nacional tendo correspondido às expectativas iniciais como um dos mais inovadores programas de cunho socioambiental lançados na região”.      
A ação visa, também, proporcionar aos agricultores da Serra Gaúcha a comercialização de seus produtos e, por sua vez, as associações de recicladores conveniadas com o município recebem os resíduos seletivos. Segundo Ballardin, através desta iniciativa, todos saem ganhando: o meio ambiente, as famílias, as associações de recicladores e os agricultores locais.
Além desta cadeia de beneficiados, o Programa promove proteção ambiental, pois o material recolhido deixa de ser depositado de forma inadequada em terrenos baldios e arroios do Município. O Programa Troca Solidária foi criado para estimular moradores de regiões do Município onde é difícil o acesso dos caminhões da coleta, a separar e destinar corretamente os resíduos recicláveis. Através desse programa foi possível estimular a organização e a limpeza nos bairros considerados de risco e em vulnerabilidade social. Desde sua implantação, desde junho de 2009 até junho de 2016, já foram distribuídos mais de uma tonelada de alimentos e recolhidos mais de 4 toneladas de resíduos seletivos.
“É através da implantação de soluções ecoeficientes que podemos avançar em direção ao desenvolvimento local sustentável com práticas que estimulem a solidariedade, a reciprocidade, a inclusão social, redução de impactos ambientais e com isso garante a qualidade de vida para a população”, afirma o Diretor-Presidente da CODECA.

### História do Projeto Troca Solidária
O projeto foi colocado em prática em 20 de junho de 2009. No começo eram 4 bairros: Cânyon, Monte Carmelo, Planalto e Kayser. Em 1º de agosto de 2009, o Projeto Troca Solidária foi ampliado em 100%. Mais quatro bairros foram contemplados: Fátima Baixo, Conquista, Villa-Lobos e 1º de Maio.
Em junho de 2010 - primeiro ano de programa - 240 toneladas de resíduos seletivos foram trocadas por 60 toneladas de hortigranjeiros.  
Em dezembro de 2010, o programa registrou 400 toneladas de resíduos trocados por 100 toneladas de alimentos.
Em dezembro de 2011, o programa foi ampliado com as seguintes comunidades: Região Beltrão, Região Reolon, Região Mariani, Região Rizzo - Lot. São Gabriel, Região Centenário II, Região São Vicente, Região Bairro Vitória e Região do Portinari.

### Certificações do Projeto Troca Solidária
O Troca Solidária recebeu no ano de 2011 o Certificado de Reconhecimento na 10ª edição do Prêmio Gestor Público, promovido pelo Sindicato dos Servidores Públicos da Administração Tributária do RS (Sindifisco) e pela Associação dos Fiscais de Tributos Estaduais do RS (Afisvec). A premiação ocorreu no dia 7 de novembro, no Teatro Dante Barone, na Assembleia Legislativa, em Porto Alegre.
O Prêmio Gestor Público tem o objetivo de incentivar a melhoria da administração das prefeituras, estimular iniciativas inovadoras e destacar programas municipais que apresentem resultados positivos às comunidades. Uma comissão julgadora, composta por representantes da Assembleia Legislativa, das entidades promotoras do prêmio, da classe empresarial, da FAMURS, da Associação Riograndense de Imprensa, do Serpro, da Secretaria Estadual da Fazenda e do Programa Gaúcho de Qualidade e Produtividade examinaram os projetos inscritos.

## Departamento de Construção Civil (DCC)
A Criação do Departamento de Construção Civil (DCC) foi em 1981, no início, o setor realizou apenas obras de calçamento. Em 1992, o departamento começou obras de asfaltamento a frio. A partir de 1997, em um novo passo no processo de inovação, a empresa passou a realizar obras de asfaltamento à quente. Criado em 1979, o DCC realizou inicialmente apenas obras de calçamento. Até hoje, inúmeras obras têm o selo de qualidade da CODECA.
O Departamento de Construção Civil (DCC) da CODECA é responsável por obras de asfaltamento, tapa-buracos e limpeza das bocas de lobo em ruas na área urbana e zona rural de Caxias do Sul.
Atualmente, o DCC conta com cerca de 246 colaboradores ativos, que trabalham na Pavimentação, na Usina de Asfalto e na Usina de Base. Além disso, o departamento possui colaboradores que trabalham na operação do Britador, em contrato com a Prefeitura.

### Os colaboradores da Pavimentação estão distribuídos em várias equipes
- 2 equipes topográfica;
- 4 equipes de drenagem (colocação de tubos);
- 2 equipes de base;
- 1 equipe de detonação e furação;
- 2 equipes responsável por remendos asfálticos;
- 1 equipe tapa-buracos;
- 4 equipes que fazem a manutenção das bocas-de-lobo;
- 1 equipe de colocação de asfalto;
- 1 equipe de drenagem (acabamentos);
- 1 equipe de sinalização e pintura.

### Grandes obras que a CODECA executou
- Perimetral Sul
- Duplicação da Perimetral Norte
- Acesso à UCS
- Abertura da rua Visconde de Pelotas
- Pavimentações de diversas estradas do interior
- Construção da Central de Tratamento de Resíduos (CTR)
- Rua Atílio Andreazza
- Plácido de Castro
- Rua Antônio Broilo
- Av. Itália, Teixeira Mendes e Pinheiro
- Acessos ao Parque de Eventos da Festa da Uva
- Avenida Arthur Perottoni
- Estrada 144 – Santo Antônio Serrano
- Travessão Leopoldina
- Rua Padre Angelo Tronca